# Christine Fleck-Bohaumilitzky
Christine Fleck-Bohaumilitzky (* 1955 in Linz) ist eine österreichische römisch-katholische Theologin, Pastoralreferentin und Supervisorin.

## Leben
Aufgewachsen in Linz, studierte sie in Innsbruck Medizin, Philosophie, Germanistik und katholische Theologie, u. a. bei Hans Bernhard Meyer und Herlinde Pissarek-Hudelist. Ihr Studium schloss sie 1982 mit der Sponsion zur Mag. theol. ab. Danach war sie im Religionsunterricht an weiterführenden Schulen im Bistum Innsbruck tätig.
Später arbeitete sie als fachliche Leiterin des Vereins Verwaiste Eltern München e.V., sie bildete sich fort in Themenzentrierter Interaktion nach Ruth Cohn (Diplom), Klinischer Seelsorgeausbildung (KSA)/DGfP, zur Supervisorin (DGSv, RCI) und zur Beraterin für Ethik im Gesundheitswesen CeKIB
Seit 2002 arbeitet sie als Pastoralreferentin in der Klinikseelsorge in der Erzdiözese München und Freising. Außerdem ist sie in der Notfallseelsorge tätig.
Von 2008 bis 2016 nahm sie einen Lehrauftrag an der Fachhochschule Oberösterreich (Studiengang Soziale Arbeit) im Themenfeld Trauer wahr.
Christine Fleck-Bohaumilitzky ist verheiratet und hat zwei erwachsene Töchter.

## Mitarbeit in Fachverbänden
- Bundesverband Verwaiste Eltern in Deutschland e.V. (VEiD) (Mitglied des Gründungsvorstands, im Vorstand 1997–2006, als Schriftführerin, als 2. und 1. Vorsitzende)
- Bundesverband Trauerbegleitung e.V. (BVT)[1] (Gründungsmitglied, Mitglied der Fachgruppe Qualifizierende)
- Deutsche Gesellschaft für Palliativmedizin (Sektion Supervision (Sprecherin der Sektion) und Sektion Spirituelle Begleitung)
- Deutsche Gesellschaft für Supervision und Coaching (DGSv)
- Supervision und TZI[2] im Ruth-Cohn-Institut International
- Gesellschaft für Pastoralpsychologie in Bayern

## Werke (Auswahl)

### Publikationen in Buchform
- Eine Untersuchung »rhythmischer« Ordinariumsgesänge im Hinblick auf ihre Verwendbarkeit in der Meßfeier, Innsbruck 1982, (Hochschulschrift Innsbruck, Univ., Diplomarbeit)
- (Hrsg.) Überall deine Spuren. Eltern erzählen vom Tod ihres Kindes, München 2000, ISBN 3-7698-1283-2.
- Wenn Kinder trauern. Wie sie lernen, mit Verlusten umzugehen ; kindliche Vorstellungen von Leben und Tod ; die individuelle Auswirkung von Kummer (= Ratgeber Erziehung), München 2003, ISBN 3-517-06698-2.
- (Hrsg.), mit Christian Fleck (Hrsg.), Du hast kaum gelebt : Trauerbegleitung für Eltern, die ihre Kinder vor, während oder kurz nach der Geburt verloren haben, Stuttgart 2006, ISBN 978-3-7831-2717-1 und ISBN 3-7831-2717-3.
- (Hrsg.), mit Christian Fleck (Hrsg.), Wenn Kinder vor ihren Eltern sterben. Ein Begleiter für verwaiste Eltern, Stuttgart 2008, ISBN 978-3-7831-2931-1 und ISBN 3-7831-2931-1.
- (Redaktion), Bundesverband Verwaiste Eltern in Deutschland (Hrsg.),Tod eines Kindes – Hilfe im Notfall. Hinweise für Rettungsdienste, Krisenintervention, Notfallseelsorge, Klinikpersonal, Polizei, Pädagogen, Bestatter, Leipzig 2011.
- Wenn Kinder trauern. Was sie fühlen – was sie fragen – was sie brauchen, Ostfildern 2016, ISBN 978-3-8436-0871-8.
- mit Dorothée Becker (Leitung), Torsten Kamp (Leitung), Barbara Antweiter, Axel Doll, Christian Fleck, Katja Goudinouidis, Anne Gruber, Susanne Kiepke-Ziemes, Urs Münch, Susanne Preuss, Constanze Remi, Susanne Schiek und Ursula Wenzel-Meyburg, (Fachreferat Curricula der Arbeitsgruppe Bildung der Deutschen Gesellschaft für Palliativmedizin), Kompetenzbasierte berufsgruppenunabhängige Matrix zur Erstellung von Curricula für die Weiterbildung curricularer Lerninhalte in Palliative Care/Palliativmedizin (KoMPaC), Bonn 2017, ISBN 978-3-933154-80-4. (online verfügbar)
- Wenn Kinder trauern. Was sie fühlen - was sie fragen - was sie brauchen (Aktualisierte Neuausgabe), Ostfildern 2023, ISBN 978-3-8436-1498-6.

### Beiträge in Sammelwerken
- mit Christian Fleck, Was trauernde Geschwister bewegt. Erfahrungen aus der Arbeit mit trauernden Geschwistern im Verein Verwaiste Eltern München – Einzelgespräche, Gruppen, Seminare, in: Wolfgang Holzschuh (Hrsg.), Geschwistertrauer. Erfahrungen und Hilfen aus verschiedenen Praxisfeldern, Regensburg 2000, ISBN 978-3791717289, S. 189–197.
- Begleitung trauernder Mütter, Väter und Geschwister, in: Wassilios E. Fthenakis (Hrsg.), Martin R. Textor (Hrsg.), Online-Familienhandbuch des Staatsinstituts für Frühpädagogik (IFP), (Erstellt am 12. November 2001, zuletzt geändert am 31. Mai 2010).
- “Warum gerade mein Bruder?” Trauer und Weiterleben nach dem Tod eines Bruders, einer Schwester. Was trauernde Geschwister bewegt, in: Wassilios E. Fthenakis (Hrsg.), Martin R. Textor (Hrsg.), Online-Familienhandbuch des Staatsinstituts für Frühpädagogik (IFP), (Erstellt am 13. März 2002, zuletzt geändert am 31. Mai 2010).
- Wie Kinder Tod und Trauer erleben, in: Wassilios E. Fthenakis (Hrsg.), Martin R. Textor (Hrsg.), Online-Familienhandbuch des Staatsinstituts für Frühpädagogik (IFP), (Erstellt am Dienstag, 18. Juni 2002).
- Trauerbegleitung und Qualität aus der Sicht Betroffener, in: TrauerInstitut Deutschland e.V. (Hrsg.), Chris Paul (Hrsg.), Monika Müller (Hrsg.), Paul Timmermans (Hrsg.), Qualität in der Trauerbegleitung. Dokumentation der 2. NRW-Trauerkonferenz, 9./10. Juni 2002 (Bergisch Gladbach), (= Schriftenreihe Praxisforschung Trauer, Band 1), Wuppertal 2003, ISBN 3-9808351-1-1, S. 49–54.
- Etwas andere Engel. Gottesdienst mit trauernden Eltern. Gestaltungsvorschlag, in: Anton Seeberger (Hrsg.), Beate Jammer (Hrsg.), Gnadenbringende Weihnachtszeit. Von Heiligabend bis Taufe des Herrn. Ideen und Modelle, Ostfildern 2003, ISBN 3-7966-1112-5, S. 150–154.
- Trauer und Weiterleben nach dem Tod eines Bruders, einer Schwester. Die Situation trauernder Geschwister, in: Erhard Domay (Hrsg.), Annedore Methfessel (Hrsg.), Arbeitsbuch Trauernde begleiten (= Gottesdienstpraxis. Serie B, Arbeitshilfen für die Gestaltung von Gottesdiensten zu Kasualien, Feiertagen, besonderen Anlässen und Arbeitsbücher für die Gemeindepraxis) Gütersloh 2004, ISBN 3-579-03125-2, S. 98–105.
- Suizid von Kindern und Jugendlichen, in: Erhard Domay (Hrsg.), Annedore Methfessel (Hrsg.), Arbeitsbuch Trauernde begleiten (= Gottesdienstpraxis. Serie B, Arbeitshilfen für die Gestaltung von Gottesdiensten zu Kasualien, Feiertagen, besonderen Anlässen und Arbeitsbücher für die Gemeindepraxis) Gütersloh 2004, ISBN 3-579-03125-2, S. 109–116.
- Einladung zur Hoffnung. Gottesdienst zu 2 Kor 1,8-10, in: Erhard Domay (Hrsg.), Gottesdienste mit Kranken feiern. Gottesdienstmodelle, Andachten Predigten, liturgische Texte. (= GottesdienstPraxis Serie B. Arbeitshilfen für die Gestaltung von Gottesdiensten, zu Kasualien, Feiertagen, besonderen Anlässen für die Gemeindepraxis) Gütersloh 2005, ISBN 3-579-03127-9, S. 40–43.
- Die Begleitung trauernder Mütter und Väter – Trauer nach dem Tod eines Kindes, in: Werner Burgheim (Hrsg.), Qualifizierte Begleitung von Sterbenden und Trauernden : medizinische, rechtliche, psycho-soziale und spirituelle Hilfestellungen (= Forum GesundheitsMedien), Merching ab 2001, Lieferung Juni 2004, (Loseblattsammlung), ISBN 3-89827-374-1, Teil 5: Trauerarbeit und Trauerbegleitung, Abschnitt 5.9, 36 Seiten (geteilte Paginierung), 5.9.1: Der Tod von Kindern, S. 1–2, 5.9.2: Die Trauer der Eltern, S. 1–12, Einige besondere Situationen, S. 1–8.
- Die Begleitung nach dem Tod des Bruders oder der Schwester. Vergesst die Geschwister nicht …, in: Werner Burgheim (Hrsg.), Qualifizierte Begleitung von Sterbenden und Trauernden : medizinische, rechtliche, psycho-soziale und spirituelle Hilfestellungen (= Forum GesundheitsMedien), Merching ab 2001, Lieferung Dezember 2004, (Loseblattsammlung), ISBN 3-89827-374-1, Teil 5: Trauerarbeit und Trauerbegleitung, Abschnitt 5.10, S. 1–22.
- Wenn alles zuviel wird, in: Hubert Böke (Hrsg.), Monika Müller (Hrsg.), Georg Schwikart (Hrsg.): Manchmal möchte ich alles hinschmeißen! Wenn Sterbebegleiter an ihre Grenzen kommen. Gütersloher Verlagshaus, Gütersloh 2005, ISBN 978-3-579-06810-7 und ISBN 3-579-06810-5, S. 115–125.
- zusammen mit Christian Fleck, Übersehenes in den Blick nehmen. Supervision, Hospizarbeit und Palliative Care, in: Werner Burgheim (Hrsg.), Qualifizierte Begleitung von Sterbenden und Trauernden : medizinische, rechtliche, psycho-soziale und spirituelle Hilfestellungen (= Forum GesundheitsMedien), Merching ab 2001, Lieferung November 2007, (Loseblattsammlung), ISBN 3-89827-374-1, Teil 7 Qualitätsentwicklung und Qualitätssicherung in der Sterbe und Trauerbegleitung, Abschnitt 7.16, S. 1–26.
- Einige Aspekte bei unnatürlichem Tod – Mord, Suizid, Unfall, Katastrophe. In: Christina Forster (Hrsg.), Barbara Rolf (Hrsg.): Das Bestatterhandbuch. Sofort umsetzbare Konzepte und praktische Handlungsempfehlungen für das moderne Bestattungsunternehmen.  Merching 2008 (Grundwerk), ISBN 978-3-934131-75-0, Teil 4, Beratung und Betreuung von Trauernden und Angehörigen, Abschnitt 4.2.2., S. 19–30.
- in: Werner Burgheim (Hrsg.), Das Unbegreifliche annehmen : Trauer zulassen, Trauer leben, Merching 2006, ISBN 978-3-86586-002-6.
- Den Trauergottesdienst mit vorbereiten. Lebensthemen sind Themen des Glaubens, in: Fritz Roth, Georg Schwikart, Nimm den Tod persönlich. Praktische Anregungen für einen individuellen Abschied, Gütersloh 2009, ISBN 978-3-579-06829-9, S. 108–111.
- Qualifizierung in Trauerbegleitung. In: Monika Müller, Sylvia Brathuhn, Matthias Schnegg, Handbuch Trauerbegegnung und -begleitung. Theorie und Praxis in Hospizarbeit und Palliative Care., Göttingen 2013, ISBN 978-3-525-45188-5, S. 274–280.
- mit Christian Fleck, Wann hilft Begleitung in Trauersituationen – wann ist Therapie sinnvoll? Komplizierte Trauer? Was ist das?, in: Monika Müller (Hrsg.), Franziska Röseberg (Hrsg.), Handbuch Kindertrauer. Die Begleitung von Kindern, Jugendlichen und ihren Familien, Göttingen 2014, ISBN 978-3-525-40227-6, S. 435–442.
- Mit den Augen einer Mutter, in: Georg Schwikart, Was bleibt ist die Erinnerung. Ein Begleiter durch die Trauerzeit, Schwarzach am Main, Vier Türme 2014, ISBN 978-3-89680-911-7, S. 113–116
- Trauernde Kinder und Jugendliche hilfreich begleiten. Einige wichtige Punkte für den Umgang mit trauernden Kindern und Jugendlichen, in: Bundesverband Verwaiste Eltern und trauernde Geschwister in Deutschland e.V. (Hrsg.), Michael Lindner (Redaktion), Wenn ein Kind stirbt. Hinweise für Ersthelfer und helfende Berufsgruppen, Leipzig 2022, (Aktualisierte Neuauflage), S. 14–19.

### Zeitschriftenartikel (in Auswahl)

#### In Fachzeitschriften
- Eltern trauern über den Tod ihres Kindes, in: Heiliger Dienst, Jahrgang 55, Heft 3, 2001, S. 215–229.
- Wie Kinder Tod und Trauer erleben, in: LebensWert. Die oberösterreichische Hospiz- und Palliativzeitung, 2011, Heft 1, S. 13–16.
- Nicht jedermanns Sache. Indikatoren für Trauerbegleitung, in: Leidfaden, Heft 1, 2012, ISSN 2192-1202, S. 66–69.
- Der Tod eines Haustiers – oft die erste Begegnung mit dem Thema Tod, in: KiTa aktuell spezial, 19. Jahrgang, 2018, Heft 4, ISSN 1437-4013, S. 131–133.

#### In Predigtzeitschriften
- Eine schwierige Aufgabe. (Joh 15,9-17). 6. Sonntag der Osterzeit, Lesejahr B, in: Dienst am Wort, 45. Jahrgang, 1994, Heft 3, S. 336–338.
- Gott kommt anders, als wir erwarten. (Mt 24,42-44) Familiengottesdienst zum 1. Adventssonntag, in: PUK 144. Jahrgang, 2005, Heft 1, S. 7–12.
- Eingeladen ist eingeladen. (Mt 22,1-14) – 28. Sonntag im Jahreskreis, in: PUK, 144. Jahrgang, 2005, Heft 4, S. 746–750.
- Ganz neue Töne. (Jes 52,7-10) – Weihnachten am Tag, in: PUK, 145. Jahrgang, 2006, Heft 1, S. 60–64.
- Wozu der richtige Mensch zur richtigen Zeit am richtigen Ort gut ist. (Apg 9,26-31), in: PUK, 145. Jahrgang, 2006, Heft 3, S. 356–389.
- ... Am Anfang winzig klein. (Mk 4,26-34) – 11. Sonntag im Jahreskreis, in: PUK, 145. Jahrgang, 2006, Heft 4, S. 483–487.
- Recht und Gerechtigkeit – nur ein Traum? Der Traum, den Gott träumt – 1. Adventssonntag, in: PUK 147. Jahrgang, 2007, Heft 1.
- Wo ich stehe ... – 3. Fastensonntag, in: PUK, 147. Jahrgang, 2007 Heft 2.
- Eine sehr persönliche Sache. – 17. Sonntag im Jahreskreis, in: PUK, 147. Jahrgang, 2007, Heft 4.
- Gott hat eine Vorliebe für die Kleinen. – 4. Fastensonntag, in: PUK, 148. Jahrgang, 2008, Heft 2.
- »Was schaut ihr nach oben?« - Christi Himmelfahrt, in: PUK,  148. Jahrgang, 2008, Heft 3.
- Ganz sacht – und ganz anders als wir erwarten. – 19. Sonntag im Jahreskreis, in: PUK, 148. Jahrgang, 2008. Heft 5.
- Bloß keine Angst! – 33. Sonntag im Jahreskreis, in: PUK, 148. Jahrgang, 2008, Heft 6.
- Etwas Neues. – 7. Sonntag im Jahreskreis (Fasching/Karneval), in: PUK,  149. Jahrgang, 2009, Heft 2.
- Wir brauchen uns nicht zu fürchten. – Dreifaltigkeitssonntag, in: PUK,  149. Jahrgang, 2009, Heft 4.
- Geschenkt! – 32. Sonntag im Jahreskreis, in: PUK, 149. Jahrgang, 2009, Heft 6, .
- Show Gott gegenüber? Ganz unnötig! – Aschermittwoch, in: PUK, 150. Jahrgang, 2010, Heft 2.
- Durch verschlossene Türen. – Pfingsten, in: PUK, 150. Jahrgang, 2010, Heft 3.
- Machtspielchen in Korinth – 7. Sonntag im Jahreskreis, in: PUK, 151. Jahrgang, 2011, Heft 2, .
- Am leeren Grab. (Joh 20,1-9) – Ostern, in: PUK, Heft 3, 151. Jahrgang, 2011.
- Warum Zorn verrauchen darf - 24. Sonntag im Jahreskreis, in: PUK, 150. Jahrgang, 2011, Heft 5.
- Von Herz zu Herz. (Jer 31,11-34) – 5. Fastensonntag, in: PUK, 151. Jahrgang, 2012,  Heft 2, S. 261–264.
- Ein neuer Blickwinkel. (Mk 3,20-35) – 10. Sonntag im Jahreskreis, in: PUK, Heft 4, 151. Jahrgang, 2012, S. 487–490.
- Wenig ist manchmal sehr viel mehr. – 32. Sonntag im Jahreskreis , in: PUK, 151. Jahrgang, 2012, Heft 6, .
- Recht und Gerechtigkeit – oder »Warten aufs Christkind«. – Erster Adventssonntag – 2. Dezember 2012, in: PUK, 152. Jahrgang, 2013, Heft 1, S.
- Etwas Neues. (Jes 43,16-21) – 5. Fastensonntag, in: PUK, 152. Jahrgang, 2013,  Heft 2, S. 238–240.
- Eine Frage verändert sich. (Lk 7,36-50) – 11. Sonntag im Jahreskreis, in: PUK, 152. Jahrgang, 2013, Heft 4, S. 486–488.
- Gute Wünsche. (2 Thess 2,16-3,5) – 32. Sonntag im Jahreskreis, in: PUK, 152. Jahrgang, 2013, Heft 6.
- Es wird nicht dunkel bleiben. – 3. Sonntag im Jahreskreis, in: PUK, 153. Jahrgang, 2014, Heft 1.
- Bleiben wir neugierig! (Ez 37,12b-14) – 5. Fastensonntag, in: PUK,  153. Jahrgang, 2014, Heft 3, S. 316–319.
- Der Schlüssel – ein Helfer in der Not. (Jes 22,19-23; Mt 16,13-20)- 21. Sonntag im Jahreskreis, in: PUK, 153. Jahrgang, 2014, Heft 5, S. 6 38-641.
- Wo Gott Mitleid hat – und sich einmischt (Ex 22, 20-26) – 30. Sonntag im Jahreskreis, in: PUK, 153. Jahrgang, 2014, Heft 6, S. 773–776.
- Plötzlich verändert – 5. Sonntag der Osterzeit, in: PUK, 154. Jahrgang, 2015, Heft 3, S. 417–421.
- Ein Gegentraum gegen den Albtraum. (Dan 7,2a.13b-14; Offb 1,5b-8; Joh 18,33b-37) – Christkönigssonntag, in: PUK, 154. Jahrgang, 2015, Heft 6, S. 781–784.
- Ein Modell für andere. – 2. Sonntag im Jahreskreis, in: PUK, 156. Jahrgang, 2017, Heft 1,
- Emmaus ist überall. (Lk 24,13-35) – Ostermontag, in: PUK, Heft 3, 156. Jahrgang, 2017, S. 393–397.
- Eine Verunsicherung, die hilft. (Mt 21,28-32) – 26. Sonntag im Jahreskreis, in: PUK, 156. Jahrgang, 2017, Heft 6, S. 791–794.
- Gott bleibt bei seinen Menschen. - 4. Sonntag im Jahreskreis, in: PUK, 157. Jahrgang, 2018, Heft 1,.
- Das Lied vom Gottesknecht. (Jes 50,4-7) – Palmsonntag, in: PUK, 157. Jahrgang, 2018, Heft 2, .
- Was hat Gott mit uns vor? (Jer 23,1-6) – 16. Sonntag im Jahreskreis, in: PUK, 157. Jahrgang, 2018, Heft 4, S. 554–558.
- Weihnachten geht weiter. (Lk 2,41-52) – Fest der Heiligen Familie, in: PUK, 158. Jahrgang, 2019, Heft 1, S. 111–116.
- Alles umsonst? (Joh 21,1-19) – 3. Sonntag der Osterzeit, in: PUK, 158. Jahrgang, Heft 3, 2019, S. 395–399.
- Worauf es wirklich ankommt, oder: Gerechtigkeit, wie geht das? (Lk 18,9-14) – 30. Sonntag im Jahreskreis , in: PUK, 158. Jahrgang, Heft 6, 2019, S. 799–802.
- Anfang gut - alles gut (Mt 3,13-17) – Taufe des Herrn, in: PUK, 159. Jahrgang, Heft 1, 2020, S. 126–129.
- Es geht um Tod und Leben (Ez 37,12b-14 bzw. Ez 37b,1-14) – 5. Fastensonntag, in: PUK, 159. Jahrgang, Heft 2, 2020, S. 266–270.
- Worauf es Gott ankommt (Wie Paulus es erklärt) (Röm 5,12-15) – 12. Sonntag im Jahreskreis, in: PUK, 159. Jahrgang, Heft 4, 2020, S. 538–541.
- Mit alles Wassern gewaschen (Gen 9,8-15; 1 Petr 3,18-22) – 1. Fastensonntag, in: PUK, 160. Jahrgang, Heft 2, 2021, S. 270–272.
- Zur Hoffnung eingeladen (Ez 17,22-24) – 11. Sonntag im Jahreskreis, in: PUK, 160. Jahrgang, Heft 4, 2021, S. 573–576.
- Vielgeliebte Kinder (Lk 3,15-16.21-22) – Taufe des Herrn, in: PUK, 161. Jahrgang, Heft 1, 2022, S. 126–129.
- Gott kommt aus der Zukunft auf uns zu (Offb 21,10-14.22-23) – 6. Sonntag der Osterzeit, in: PUK, 161. Jahrgang, Heft 3, 2022, S. 430–433.
- Das Leben ergreifen (Tim 6,11-16) – 26. Sonntag im Jahreskreis, in: PUK, 161. Jahrgang, Heft 5, 2022, S. 706–709.
- Das Leben gewinnen (Lk 21,5-19) – 33. Sonntag im Jahreskreis, in: PUK, 161. Jahrgang, Heft 6, 2022, S. 829–831.
- Über den Horizont unserer Situation hinaus (Jes 49,3.56) – 2. Sonntag im Jahreskreis, in: PUK, 162. Jahrgang, Heft 1, 2023, S. 106–107.
- Übergänge - und wer uns da nahe ist (Joh 10,1-10) – 4. Sonntag der Osterzeit, in: PUK, 162. Jahrgang, Heft 3, 2023, S. 378–379.
- Gott traut uns etwas zu (Lk 4. Fastensonntag), in: PUK, 163. Jahrgang, Heft 2, 2024, S. 260–261.
- Gott kümmert sich selbst um seine Menschen (Jer 23,1-6; Mk 6,30-34) – 16. Sonntag im Jahreskreis, in: PUK, 163. Jahrgang, Heft 4, 2024, S. 508–261.
- Was bleibt?  (Dtn 6,2-6) – 31. Sonntag im Jahreskreis, in: PUK, 163. Jahrgang, Heft 6, 2024, S. 725–726.
- Was gibt Halt, wenn das Leben wackelt? (1 Kor 15,1-11) – 5. Sonntag im Jahreskreis, in: PUK, 164. Jahrgang, Heft 2, 2025, S. 236–237.

### Interviews
- Wie ist das, wenn jemand tot ist? Interview mit Beate Spindler (katholisch.de Tod + Trauer | 02.11.2012 – München) online verfügbar (Memento vom 12. Mai 2013 im Internet Archive) (abgerufen am 3. November 2012)